# Mapia

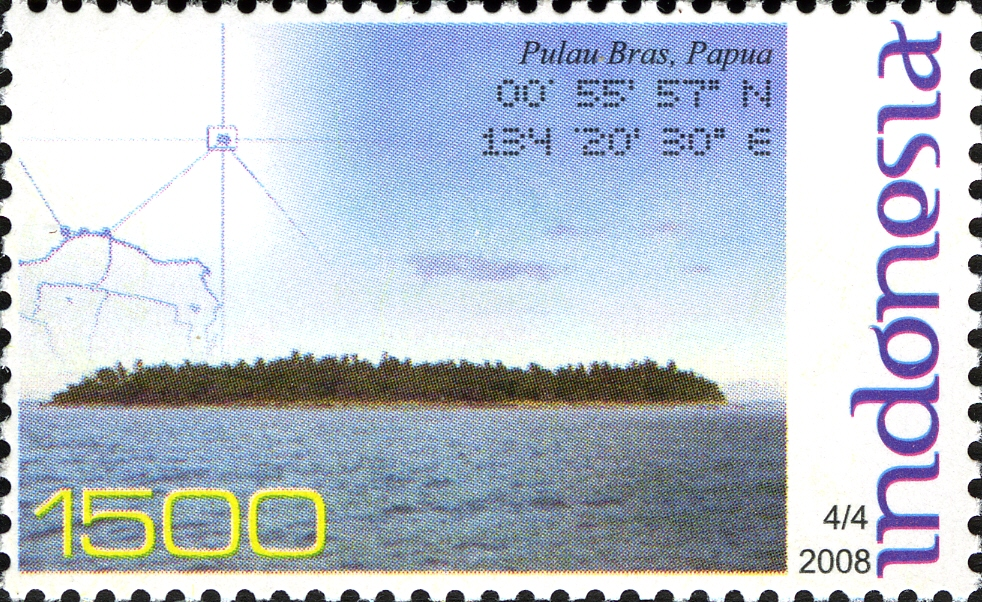
Sello postal que muestra la isla Mapia.

Mapia (indonesio: Kepulauan Mapia) es un atolón de Indonesia localizado justo al norte de la línea ecuatorial. Este pequeño grupo de islas ha sido conocido también a lo largo de la historia como las islas Freewill e islas San David. El atolón de Mapia está compuesto por dos islas mayores: Pegun o Mapia y Bras o Berasi; por otra de menor tamaño: Fanildo, y dos más pequeñas: Pequeña Bras y Pequeña Fanildo. Mapia es a veces referida como la isla de Güedes, nombre que recibió cuando ésta formaba parte del Imperio español.
Se oferta actualmente como un destino para los submarinistas.[cita requerida] Tiene una curiosa historia como asentamiento de plantación de copra de un colonizador alemán de finales del siglo XIX, Teo Weber, que creó un pequeño emporio de soberanía virtualmente independiente dominando y asentando plantaciones en varias islas aisladas y remotas de esta área del Pacífico.[cita requerida]